# Alaskaplana velox
Alaskaplana velox är en plattmaskart som beskrevs av Ax och Armonies 1990. Alaskaplana velox ingår i släktet Alaskaplana och familjen Otoplanidae. Inga underarter finns listade i Catalogue of Life.